# Paris Honeymoon
Pour plus de détails, voir Fiche technique et Distribution.
Paris Honeymoon est un film américain réalisé par Frank Tuttle, sorti en 1938.

## Fiche technique
- Titre : Paris Honeymoon
- Réalisation : Frank Tuttle
- Scénario : Frank Butler et Don Hartman
- Costumes : Edith Head
- Photographie : Karl Struss
- Montage : Alma Macrorie
- Société de production : Paramount Pictures
- Pays de production : États-Unis
- Format : Noir et blanc - 1,37:1
- Genre : comédie musicale
- Durée : 92 minutes
- Date de sortie : 1938

## Distribution
- Bing Crosby : Lucky Lawton
- Franciska Gaal : Manya
- Akim Tamiroff : Peter Karloca
- Shirley Ross : Barbara Wayne alias Comtesse De Remi
- Edward Everett Horton : Ernest Figg
- Ben Blue : Sitska
- Rafaela Ottiano : Fluschotska
- Gregory Gaye : Comte Georges De Remi
- Luana Walters : Angela
- Alex Melesh : Pulka Tomasto
- Victor Kilian : l'Ancien
- Michael Visaroff : Juge
- Raymond Hatton : Huskins